# شاراژادانی
شاراژادانی (به مجاری:  Sárazsadány) یک منطقهٔ مسکونی در مجارستان است که در ناحیه شاروش‌پاتاک واقع شده‌است.